# 13e étape du Tour d'Espagne 2020
Pour un article plus général, voir Tour d'Espagne 2020.
La 13e étape du Tour d'Espagne 2020 se déroule sous la forme d'un contre-la-montre le mardi 3 novembre 2020, de Muros à Dumbría (au sommet du Mirador de Ézaro), sur une distance de 33,7 km.

## Résultats

### Classement de l'étape
| \| Classement de l'étape \| Classement de l'étape \| Classement de l'étape \| Classement de l'étape \| Classement de l'étape \| \| Coureur \| Coureur \| Pays \| Équipe \| Temps \| \| --------------------- \| --------------------- \| --------------------- \| --------------------- \| --------------------- \| \| 1er \| Primož Roglič \| Slovénie \| Jumbo-Visma \| 46 min 39 s \| \| 2e \| William Barta \| États-Unis \| CCC Team \| + 1 s \| \| 3e \| Nélson Oliveira \| Portugal \| Movistar Team \| + 10 s \| \| 4e \| Hugh Carthy \| Royaume-Uni \| EF Pro Cycling \| + 25 s \| \| 5e \| Bruno Armirail \| France \| Groupama-FDJ \| + 41 s \| \| 6e \| Mattia Cattaneo \| Italie \| Deceuninck-Quick Step \| + 46 s \| \| 7e \| Richard Carapaz \| Équateur \| Ineos Grenadiers \| + 49 s \| \| 8e \| Rémi Cavagna \| France \| Deceuninck-Quick Step \| + 58 s \| \| 9e \| David de la Cruz \| Espagne \| UAE Team Emirates \| + 59 s \| \| 10e \| Jasha Sütterlin \| Allemagne \| Team Sunweb \| + 1 min 07 s \| |                  |             |                       |              |
| |                  |             |                       |              |
| Source : ProCyclingStats |                  |             |                       |              |
| Classement de l'étape |                  |             |                       |              |
| Coureur | Coureur          | Pays        | Équipe                | Temps        |
| 1er | Primož Roglič    | Slovénie    | Jumbo-Visma           | 46 min 39 s  |
| 2e | William Barta    | États-Unis  | CCC Team              | + 1 s        |
| 3e | Nélson Oliveira  | Portugal    | Movistar Team         | + 10 s       |
| 4e | Hugh Carthy      | Royaume-Uni | EF Pro Cycling        | + 25 s       |
| 5e | Bruno Armirail   | France      | Groupama-FDJ          | + 41 s       |
| 6e | Mattia Cattaneo  | Italie      | Deceuninck-Quick Step | + 46 s       |
| 7e | Richard Carapaz  | Équateur    | Ineos Grenadiers      | + 49 s       |
| 8e | Rémi Cavagna     | France      | Deceuninck-Quick Step | + 58 s       |
| 9e | David de la Cruz | Espagne     | UAE Team Emirates     | + 59 s       |
| 10e | Jasha Sütterlin  | Allemagne   | Team Sunweb           | + 1 min 07 s |

### Classements aux points intermédiaires
| Classement intermédiaire no 1 (km 12) | Classement intermédiaire no 1 (km 12) | Classement intermédiaire no 1 (km 12) | Classement intermédiaire no 1 (km 12) | Classement intermédiaire no 1 (km 12) |
|                                       | Coureur                               | Pays                                  | Équipe                                | Temps                                 |
| ------------------------------------- | ------------------------------------- | ------------------------------------- | ------------------------------------- | ------------------------------------- |
| 1er                                   | William Barta                         | États-Unis                            | CCC Team                              | en 14 min 37 s                        |
| 2e                                    | Nélson Oliveira                       | Portugal                              | Movistar                              | + 0 s                                 |
| 3e                                    | Hugh Carthy                           | Royaume-Uni                           | EF Pro Cycling                        | + 11 s                                |
| 4e                                    | Bruno Armirail                        | France                                | Groupama-FDJ                          | + 12 s                                |
| 5e                                    | Primož Roglič                         | Slovénie                              | Jumbo-Visma                           | + 13 s                                |
| 6e                                    | Alexander Edmondson                   | Australie                             | Mitchelton-Scott                      | + 16 s                                |
| 7e                                    | Harry Tanfield                        | Royaume-Uni                           | AG2R La Mondiale                      | + 17 s                                |
| 8e                                    | Richard Carapaz                       | Équateur                              | Ineos Grenadiers                      | + 17 s                                |
| 9e                                    | Rémi Cavagna                          | France                                | Deceuninck-Quick Step                 | + 18 s                                |
| 10e                                   | Jannik Steimle                        | Allemagne                             | Deceuninck-Quick Step                 | + 21 s                                |
| modifier                              |                                       |                                       |                                       |                                       |

| Classement intermédiaire no 2 (km 24,5) | Classement intermédiaire no 2 (km 24,5) | Classement intermédiaire no 2 (km 24,5) | Classement intermédiaire no 2 (km 24,5) | Classement intermédiaire no 2 (km 24,5) |
|                                         | Coureur                                 | Pays                                    | Équipe                                  | Temps                                   |
| --------------------------------------- | --------------------------------------- | --------------------------------------- | --------------------------------------- | --------------------------------------- |
| 1er                                     | William Barta                           | États-Unis                              | CCC Team                                | en 30 min 17 s                          |
| 2e                                      | Nélson Oliveira                         | Portugal                                | Movistar                                | + 0 s                                   |
| 3e                                      | Primož Roglič                           | Slovénie                                | Jumbo-Visma                             | + 17 s                                  |
| 4e                                      | Hugh Carthy                             | Royaume-Uni                             | EF Pro Cycling                          | + 18 s                                  |
| 5e                                      | Bruno Armirail                          | France                                  | Groupama-FDJ                            | + 21 s                                  |
| 6e                                      | Rémi Cavagna                            | France                                  | Deceuninck-Quick Step                   | + 25 s                                  |
| 7e                                      | Jasha Sütterlin                         | Allemagne                               | Sunweb                                  | + 29 s                                  |
| 8e                                      | Harry Tanfield                          | Royaume-Uni                             | AG2R La Mondiale                        | + 33 s                                  |
| 9e                                      | David de la Cruz                        | Espagne                                 | UAE Emirates                            | + 34 s                                  |
| 10e                                     | Richard Carapaz                         | Équateur                                | Ineos Grenadiers                        | + 36 s                                  |
| modifier                                |                                         |                                         |                                         |                                         |

### Points attribués pour le classement par points
| \| Arrivée d'étape Dumbría (km 33,7) \| Arrivée d'étape Dumbría (km 33,7) \| Arrivée d'étape Dumbría (km 33,7) \| Arrivée d'étape Dumbría (km 33,7) \| Arrivée d'étape Dumbría (km 33,7) \| \| --------------------------------- \| --------------------------------- \| --------------------------------- \| --------------------------------- \| --------------------------------- \| \| \| Coureur \| Pays \| Équipe \| Point(s) \| \| 1er \| Primož Roglič \| Slovénie \| Jumbo-Visma \| 25 \| \| 2e \| William Barta \| États-Unis \| CCC Team \| 20 \| \| 3e \| Nélson Oliveira \| Portugal \| Movistar \| 16 \| \| 4e \| Hugh Carthy \| Royaume-Uni \| EF Pro Cycling \| 14 \| \| 5e \| Bruno Armirail \| France \| Groupama-FDJ \| 12 \| \| 6e \| Mattia Cattaneo \| Italie \| Deceuninck-Quick Step \| 10 \| \| 7e \| Richard Carapaz \| Équateur \| Ineos Grenadiers \| 9 \| \| 8e \| Rémi Cavagna \| France \| Deceuninck-Quick Step \| 8 \| \| 9e \| David de la Cruz \| Espagne \| UAE Emirates \| 7 \| \| 10e \| Jasha Sütterlin \| Allemagne \| Sunweb \| 6 \| \| 11e \| Wout Poels \| Pays-Bas \| Bahrain-McLaren \| 5 \| \| 12e \| Marc Soler \| Espagne \| Movistar \| 4 \| \| 13e \| Dan Martin \| Irlande \| Israel Start-Up Nation \| 3 \| \| 14e \| Jannik Steimle \| Allemagne \| Deceuninck-Quick Step \| 2 \| \| 15e \| Thymen Arensman \| Pays-Bas \| Sunweb \| 1 \| \| modifier \| \| \| \| \| |                  |             |                        |          |
| Arrivée d'étape Dumbría (km 33,7) |                  |             |                        |          |
| | Coureur          | Pays        | Équipe                 | Point(s) |
| 1er | Primož Roglič    | Slovénie    | Jumbo-Visma            | 25       |
| 2e | William Barta    | États-Unis  | CCC Team               | 20       |
| 3e | Nélson Oliveira  | Portugal    | Movistar               | 16       |
| 4e | Hugh Carthy      | Royaume-Uni | EF Pro Cycling         | 14       |
| 5e | Bruno Armirail   | France      | Groupama-FDJ           | 12       |
| 6e | Mattia Cattaneo  | Italie      | Deceuninck-Quick Step  | 10       |
| 7e | Richard Carapaz  | Équateur    | Ineos Grenadiers       | 9        |
| 8e | Rémi Cavagna     | France      | Deceuninck-Quick Step  | 8        |
| 9e | David de la Cruz | Espagne     | UAE Emirates           | 7        |
| 10e | Jasha Sütterlin  | Allemagne   | Sunweb                 | 6        |
| 11e | Wout Poels       | Pays-Bas    | Bahrain-McLaren        | 5        |
| 12e | Marc Soler       | Espagne     | Movistar               | 4        |
| 13e | Dan Martin       | Irlande     | Israel Start-Up Nation | 3        |
| 14e | Jannik Steimle   | Allemagne   | Deceuninck-Quick Step  | 2        |
| 15e | Thymen Arensman  | Pays-Bas    | Sunweb                 | 1        |
| modifier |                  |             |                        |          |

### Points attribués pour le classement du meilleur grimpeur
| \| Mirador de Ézaro (km 33,7) 3e catégorie (1,8 km à 14,8%) \| Mirador de Ézaro (km 33,7) 3e catégorie (1,8 km à 14,8%) \| Mirador de Ézaro (km 33,7) 3e catégorie (1,8 km à 14,8%) \| Mirador de Ézaro (km 33,7) 3e catégorie (1,8 km à 14,8%) \| Mirador de Ézaro (km 33,7) 3e catégorie (1,8 km à 14,8%) \| \| -------------------------------------------------------- \| -------------------------------------------------------- \| -------------------------------------------------------- \| -------------------------------------------------------- \| -------------------------------------------------------- \| \| \| Coureur \| Pays \| Équipe \| Point(s) \| \| 1er \| Primož Roglič \| Slovénie \| Jumbo-Visma \| 3 \| \| 2e \| William Barta \| États-Unis \| CCC Team \| 2 \| \| 3e \| Nélson Oliveira \| Portugal \| Movistar \| 1 \| \| modifier \| \| \| \| \| |                 |            |             |          |
| Mirador de Ézaro (km 33,7) 3e catégorie (1,8 km à 14,8%) |                 |            |             |          |
| | Coureur         | Pays       | Équipe      | Point(s) |
| 1er | Primož Roglič   | Slovénie   | Jumbo-Visma | 3        |
| 2e | William Barta   | États-Unis | CCC Team    | 2        |
| 3e | Nélson Oliveira | Portugal   | Movistar    | 1        |
| modifier |                 |            |             |          |

## Classements à l'issue de l'étape

### Classement général
| \| Classement général \| Classement général \| Classement général \| Classement général \| Classement général \| \| Coureur \| Coureur \| Pays \| Équipe \| Temps \| \| ------------------ \| ------------------- \| ------------------ \| ---------------------- \| ------------------ \| \| 1er \| Primož Roglič \| Slovénie \| Jumbo-Visma \| 49 h 16 min 16 s \| \| 2e \| Richard Carapaz \| Équateur \| Ineos Grenadiers \| + 39 s \| \| 3e \| Hugh Carthy \| Royaume-Uni \| EF Pro Cycling \| + 47 s \| \| 4e \| Dan Martin \| Irlande \| Israel Start-Up Nation \| + 1 min 42 s \| \| 5e \| Enric Mas \| Espagne \| Movistar Team \| + 3 min 23 s \| \| 6e \| Wout Poels \| Pays-Bas \| Bahrain McLaren \| + 6 min 15 s \| \| 7e \| Felix Großschartner \| Autriche \| Bora-Hansgrohe \| + 7 min 14 s \| \| 8e \| Alejandro Valverde \| Espagne \| Movistar Team \| + 8 min 39 s \| \| 9e \| Aleksandr Vlasov \| Russie \| Astana \| + 8 min 48 s \| \| 10e \| David de la Cruz \| Espagne \| UAE Team Emirates \| + 9 min 23 s \| |                     |             |                        |                  |
| |                     |             |                        |                  |
| Source : ProCyclingStats |                     |             |                        |                  |
| Classement général |                     |             |                        |                  |
| Coureur | Coureur             | Pays        | Équipe                 | Temps            |
| 1er | Primož Roglič       | Slovénie    | Jumbo-Visma            | 49 h 16 min 16 s |
| 2e | Richard Carapaz     | Équateur    | Ineos Grenadiers       | + 39 s           |
| 3e | Hugh Carthy         | Royaume-Uni | EF Pro Cycling         | + 47 s           |
| 4e | Dan Martin          | Irlande     | Israel Start-Up Nation | + 1 min 42 s     |
| 5e | Enric Mas           | Espagne     | Movistar Team          | + 3 min 23 s     |
| 6e | Wout Poels          | Pays-Bas    | Bahrain McLaren        | + 6 min 15 s     |
| 7e | Felix Großschartner | Autriche    | Bora-Hansgrohe         | + 7 min 14 s     |
| 8e | Alejandro Valverde  | Espagne     | Movistar Team          | + 8 min 39 s     |
| 9e | Aleksandr Vlasov    | Russie      | Astana                 | + 8 min 48 s     |
| 10e | David de la Cruz    | Espagne     | UAE Team Emirates      | + 9 min 23 s     |

| Classement par points | Classement par points | Classement par points | Classement par points  | Classement par points |
| Coureur               | Coureur               | Pays                  | Équipe                 | Points                |
| --------------------- | --------------------- | --------------------- | ---------------------- | --------------------- |
| 1er                   | Primož Roglič         | Slovénie              | Jumbo-Visma            | 172 pts               |
| 2e                    | Richard Carapaz       | Équateur              | Ineos Grenadiers       | 113 pts               |
| 3e                    | Dan Martin            | Irlande               | Israel Start-Up Nation | 103 pts               |
| 4e                    | Hugh Carthy           | Royaume-Uni           | EF Pro Cycling         | 89 pts                |
| 5e                    | Guillaume Martin      | France                | Cofidis                | 74 pts                |
| 6e                    | Enric Mas             | Espagne               | Movistar Team          | 66 pts                |
| 7e                    | Felix Großschartner   | Autriche              | Bora-Hansgrohe         | 60 pts                |
| 8e                    | Marc Soler            | Espagne               | Movistar Team          | 57 pts                |
| 9e                    | Aleksandr Vlasov      | Russie                | Astana                 | 57 pts                |
| 10e                   | Michael Woods         | Canada                | EF Pro Cycling         | 52 pts                |

| Classement par points | Classement par points | Classement par points | Classement par points  | Classement par points |
| Coureur               | Coureur               | Pays                  | Équipe                 | Points                |
| --------------------- | --------------------- | --------------------- | ---------------------- | --------------------- |
| 1er                   | Primož Roglič         | Slovénie              | Jumbo-Visma            | 172 pts               |
| 2e                    | Richard Carapaz       | Équateur              | Ineos Grenadiers       | 113 pts               |
| 3e                    | Dan Martin            | Irlande               | Israel Start-Up Nation | 103 pts               |
| 4e                    | Hugh Carthy           | Royaume-Uni           | EF Pro Cycling         | 89 pts                |
| 5e                    | Guillaume Martin      | France                | Cofidis                | 74 pts                |
| 6e                    | Enric Mas             | Espagne               | Movistar Team          | 66 pts                |
| 7e                    | Felix Großschartner   | Autriche              | Bora-Hansgrohe         | 60 pts                |
| 8e                    | Marc Soler            | Espagne               | Movistar Team          | 57 pts                |
| 9e                    | Aleksandr Vlasov      | Russie                | Astana                 | 57 pts                |
| 10e                   | Michael Woods         | Canada                | EF Pro Cycling         | 52 pts                |

| Classement de la montagne | Classement de la montagne | Classement de la montagne | Classement de la montagne | Classement de la montagne |
| Coureur                   | Coureur                   | Pays                      | Équipe                    | Points                    |
| ------------------------- | ------------------------- | ------------------------- | ------------------------- | ------------------------- |
| 1er                       | Guillaume Martin          | France                    | Cofidis                   | 76 pts                    |
| 2e                        | Richard Carapaz           | Équateur                  | Ineos Grenadiers          | 30 pts                    |
| 3e                        | Sepp Kuss                 | États-Unis                | Jumbo-Visma               | 27 pts                    |
| 4e                        | Primož Roglič             | Slovénie                  | Jumbo-Visma               | 24 pts                    |
| 5e                        | Tim Wellens               | Belgique                  | Lotto-Soudal              | 22 pts                    |
| 6e                        | Hugh Carthy               | Royaume-Uni               | EF Pro Cycling            | 21 pts                    |
| 7e                        | Dan Martin                | Irlande                   | Israel Start-Up Nation    | 20 pts                    |
| 8e                        | Aleksandr Vlasov          | Russie                    | Astana                    | 18 pts                    |
| 9e                        | Michael Storer            | Australie                 | Team Sunweb               | 17 pts                    |
| 10e                       | Michael Woods             | Canada                    | EF Pro Cycling            | 16 pts                    |

| Classement de la montagne | Classement de la montagne | Classement de la montagne | Classement de la montagne | Classement de la montagne |
| Coureur                   | Coureur                   | Pays                      | Équipe                    | Points                    |
| ------------------------- | ------------------------- | ------------------------- | ------------------------- | ------------------------- |
| 1er                       | Guillaume Martin          | France                    | Cofidis                   | 76 pts                    |
| 2e                        | Richard Carapaz           | Équateur                  | Ineos Grenadiers          | 30 pts                    |
| 3e                        | Sepp Kuss                 | États-Unis                | Jumbo-Visma               | 27 pts                    |
| 4e                        | Primož Roglič             | Slovénie                  | Jumbo-Visma               | 24 pts                    |
| 5e                        | Tim Wellens               | Belgique                  | Lotto-Soudal              | 22 pts                    |
| 6e                        | Hugh Carthy               | Royaume-Uni               | EF Pro Cycling            | 21 pts                    |
| 7e                        | Dan Martin                | Irlande                   | Israel Start-Up Nation    | 20 pts                    |
| 8e                        | Aleksandr Vlasov          | Russie                    | Astana                    | 18 pts                    |
| 9e                        | Michael Storer            | Australie                 | Team Sunweb               | 17 pts                    |
| 10e                       | Michael Woods             | Canada                    | EF Pro Cycling            | 16 pts                    |

| Classement du meilleur jeune | Classement du meilleur jeune | Classement du meilleur jeune | Classement du meilleur jeune | Classement du meilleur jeune |
| Coureur                      | Coureur                      | Pays                         | Équipe                       | Temps                        |
| ---------------------------- | ---------------------------- | ---------------------------- | ---------------------------- | ---------------------------- |
| 1er                          | Enric Mas                    | Espagne                      | Movistar Team                | 49 h 19 min 39 s             |
| 2e                           | Aleksandr Vlasov             | Russie                       | Astana                       | + 5 min 25 s                 |
| 3e                           | David Gaudu                  | France                       | Groupama-FDJ                 | + 7 min 22 s                 |
| 4e                           | Georg Zimmermann             | Allemagne                    | CCC Team                     | + 35 min 17 s                |
| 5e                           | William Barta                | États-Unis                   | CCC Team                     | + 40 min 48 s                |
| 6e                           | Gino Mäder                   | Suisse                       | NTT Pro Cycling              | + 42 min 21 s                |
| 7e                           | Kobe Goossens                | Belgique                     | Lotto-Soudal                 | + 42 min 32 s                |
| 8e                           | Clément Champoussin          | France                       | AG2R La Mondiale             | + 1 h 09 min 48 s            |
| 9e                           | Andrea Bagioli               | Italie                       | Deceuninck-Quick Step        | + 1 h 13 min 15 s            |
| 10e                          | Juan Pedro López             | Espagne                      | Trek-Segafredo               | + 1 h 17 min 28 s            |

| Classement du meilleur jeune | Classement du meilleur jeune | Classement du meilleur jeune | Classement du meilleur jeune | Classement du meilleur jeune |
| Coureur                      | Coureur                      | Pays                         | Équipe                       | Temps                        |
| ---------------------------- | ---------------------------- | ---------------------------- | ---------------------------- | ---------------------------- |
| 1er                          | Enric Mas                    | Espagne                      | Movistar Team                | 49 h 19 min 39 s             |
| 2e                           | Aleksandr Vlasov             | Russie                       | Astana                       | + 5 min 25 s                 |
| 3e                           | David Gaudu                  | France                       | Groupama-FDJ                 | + 7 min 22 s                 |
| 4e                           | Georg Zimmermann             | Allemagne                    | CCC Team                     | + 35 min 17 s                |
| 5e                           | William Barta                | États-Unis                   | CCC Team                     | + 40 min 48 s                |
| 6e                           | Gino Mäder                   | Suisse                       | NTT Pro Cycling              | + 42 min 21 s                |
| 7e                           | Kobe Goossens                | Belgique                     | Lotto-Soudal                 | + 42 min 32 s                |
| 8e                           | Clément Champoussin          | France                       | AG2R La Mondiale             | + 1 h 09 min 48 s            |
| 9e                           | Andrea Bagioli               | Italie                       | Deceuninck-Quick Step        | + 1 h 13 min 15 s            |
| 10e                          | Juan Pedro López             | Espagne                      | Trek-Segafredo               | + 1 h 17 min 28 s            |

| Classement par équipes | Classement par équipes | Classement par équipes | Classement par équipes |
| Équipe                 | Équipe                 | Pays                   | Temps                  |
| ---------------------- | ---------------------- | ---------------------- | ---------------------- |
| 1re                    | Movistar Team          | Espagne                | 148 h 09 min 15 s      |
| 2e                     | Jumbo-Visma            | Pays-Bas               | + 3 min 50 s           |
| 3e                     | Astana                 | Kazakhstan             | + 33 min 52 s          |
| 4e                     | UAE Team Emirates      | Émirats arabes unis    | + 50 min 29 s          |
| 5e                     | Mitchelton-Scott       | Australie              | + 54 min 40 s          |
| 6e                     | Cofidis                | France                 | + 1 h 19 min 16 s      |
| 7e                     | Ineos Grenadiers       | Royaume-Uni            | + 1 h 53 min 15 s      |
| 8e                     | Groupama-FDJ           | France                 | + 2 h 15 min 33 s      |
| 9e                     | CCC Team               | Pologne                | + 2 h 20 min 19 s      |
| 10e                    | EF Pro Cycling         | États-Unis             | + 2 h 27 min 41 s      |

| Classement par équipes | Classement par équipes | Classement par équipes | Classement par équipes |
| Équipe                 | Équipe                 | Pays                   | Temps                  |
| ---------------------- | ---------------------- | ---------------------- | ---------------------- |
| 1re                    | Movistar Team          | Espagne                | 148 h 09 min 15 s      |
| 2e                     | Jumbo-Visma            | Pays-Bas               | + 3 min 50 s           |
| 3e                     | Astana                 | Kazakhstan             | + 33 min 52 s          |
| 4e                     | UAE Team Emirates      | Émirats arabes unis    | + 50 min 29 s          |
| 5e                     | Mitchelton-Scott       | Australie              | + 54 min 40 s          |
| 6e                     | Cofidis                | France                 | + 1 h 19 min 16 s      |
| 7e                     | Ineos Grenadiers       | Royaume-Uni            | + 1 h 53 min 15 s      |
| 8e                     | Groupama-FDJ           | France                 | + 2 h 15 min 33 s      |
| 9e                     | CCC Team               | Pologne                | + 2 h 20 min 19 s      |
| 10e                    | EF Pro Cycling         | États-Unis             | + 2 h 27 min 41 s      |

## Abandons
Aucun abandon.